# Aissó
Aissó o Aysun, Aissó o Aysun anche in catalano e in spagnolo (seconda metà dell'VIII secolo – al-Andalus, dopo l'827) capo della ribellione contro Bernardo di Settimania che si impadronì della Contea di Osona e di Bages dall'826 all'827.

## Origine
La sua identità è controversa:
alcuni dicono che Aissó fosse un nobile Goto, probabilmente un collaboratore del conte di Barcellona, Berà;
altri lo identificano con l'arabo Aysun , figlio del valì di Barcellona (777-780), Sulayman ben al-Arabí, l'istigatore dei Vasconi, prima a Pamplona e poi alla battaglia di Roncisvalle, nel 778, che catturato, nel 785, rimase in carcere circa 40 anni;
infine una terza teoria sostiene che i due siano un'unica persona:

## Biografia
Dopo che Aysun aveva combattuto a Roncisvalle, ritornò in Catalogna, dove a Gerona era luogotenente nella guerra contro i Franchi; ma verso il 785, venne catturato e inviato prigioniero a Carlomagno, che lo fece rinchiudere in prigione ad Aquisgrana, da dove sempre durante il regno di Carlomagno, riuscì a fuggire e, col nome di Aissò, divenne un collaboratore di Berà.
Aissó, nell'826, era nuovamente prigioniero in Aquisgrana, dopo che Berà era caduto in disgrazia nell'820, ma, nello stesso 826, riuscì a fuggire raggiunse la Marca di Spagna, nella regione di Vic, dove le guarnigioni dei castelli gli erano favorevoli (per lealtà a Berà); solo la guarnigione del castello di Roda de Ter gli oppose resistenza; quest'ultimo, una volta organizzata la ribellione a Bernardo di Settimania, fu distrutto dai rivoltosi, tra cui si trovavano molti nobili Visigoti, e tra essi Guillemundus, figlio di Berà e conte di Razès e di Conflent;
inoltre aderirono alla sollevazione tutti quei musulmani che erano partigiani della pace tra Franchi ed al-Andalus.
Dalla regione di Vic Aissó attacco la contea di Cerdagna e si diresse verso quella di Barcellona.
Bernardo, sentendosi minacciato si rivolse all'imperatore, che gli inviò un piccolo contingente di Franchi a cui si unirono alcuni Visigoti della Marca di Spagna.
Aissó allora chiese aiuto all'emiro di Cordova, ʿAbd al-Raḥmān II ibn al-Ḥakam, che inviò un contingente guidato dal generale Ubayd Allah, detto Abu Marwan, che arrivò a Saragozza, nel maggio 827, marciò su Barcellona, a cui pose l'assedio;
il 10 ottobre dello stesso anno, Ubayd Allah cercò invano di conquistare Gerona.
Secondo la Vita Hludowici Imperatoris, verso la fine di quello stesso anno, il figlio del primo Conte di Barcellona, Berà, Guillemundus si unì alla ribellione di Aissó contro il nuovo conte e, nell'827, si unì alle truppe saracene che attaccarono le contee cristiane.
Solo dopo l'arrivo dei Mori, guidati dal generale Ubayd Allah, detto Abu Marwan, Ludovico il Pio  aveva ordinato al figlio, Pipino I, re d'Aquitania ed ai conti Ugo di Tours e Oddone d'Orléans, di allestire un esercito per portare aiuto a Bernardo.
Ma prima che l'esercito Franco si muovesse, i Mori erano già stati respinti fuori dalla contea ed i ribelli con loro, senza però poter recuperare il bottino che avevano razziato nei distretti di Gerona e di Barcellona (827).
Probabilmente Aissó si rifugiò a Cordova dove, alcuni anni dopo, sospettato di cospirazione, fu assassinato per ordine dell'emiro.

## Discendenza
Di Aissò o Aysun non si conosce né il nome della moglie né alcuna discendenza

## La fuga di Aissó da Aquisgrana
Durante la prigionia ad Aquisgrana, Aissó continuava a servirsi dei suoi due servi, Amrùs e Sabrit, che avevano la libertà di recarsi a Gerona e a Barcellona; durante la prigionia Aissó soffriva di oftalmia e, per combattere le sofferenze che gli procurava la malattia, oltre che a far collocare dei tendaggi alle finestre era uso a coprirsi il volto con un cappuccio. Il carceriere che aveva il compito di tenerlo sotto controllo aveva fatto l'abitudine a vederlo sempre in quelle condizioni, per cui Aissó concepì uno stratagemma: quando venne il suo servo Amrùs Aissó gli chiese se se la sentiva di scambiarsi gli abiti e coprirsi il volto col cappuccio che lui solitamente usava. Avendo il servo accettato, in un momento che non vi era gente che guardava i due si scambiarono i vestiti e Amrùs si mise il cappuccio, per non rendersi riconoscibile al carceriere, mentre Aissó, vestito da servo, usciva, senza essere riconosciuto e viaggiando giorno e notte, arrivò a Gerona in quindici giorni.

### Fonti primarie
- (LA) Monumenta Germaniae Historica, Scriptores - tomus II, su dmgh.de. URL consultato il 6 novembre 2020 (archiviato dall'url originale il 12 aprile 2013).
- (LA) Monumenta Germaniae Historica, Scriptores, tomus I. URL consultato il 1º marzo 2020 (archiviato dall'url originale il 23 maggio 2015)..

### Letteratura storiografica
- Gerhard Seeliger, Conquiste e incoronazione a imperatore di Carlomagno, in «Storia del mondo medievale», vol. II, 1999, pp. 358–396
- Rafael Altamira, Il califfato occidentale, in «Storia del mondo medievale», vol. II, 1999, pp. 477–515
- (ES) Cronicas Carolingias: La Marca Hispano-Catalana, su biblioteca-tercer-milenio.com. URL consultato il 22 dicembre 2012 (archiviato dall'url originale il 5 gennaio 2009).